# Debong Lor
Debong Lor is een bestuurslaag in het regentschap Tegal van de provincie Midden-Java, Indonesië. Debong Lor telt 3708 inwoners (volkstelling 2010).